# Kumlafell
Kumlafell är ett berg i republiken Island. Det ligger i regionen Austurland, 400 km öster om huvudstaden Reykjavík. Toppen på Kumlafell är 884 meter över havet, eller 303 meter över den omgivande terrängen. Bredden vid basen är 4,5 km.
Runt Kumlafell är det mycket glesbefolkat, med 2 invånare per kvadratkilometer. Närmaste större samhälle är Fáskrúðsfjörður, nära Kumlafell. Trakten runt Kumlafell består i huvudsak av gräsmarker.